# Édouard Kloczko
Pour les articles homonymes, voir EJK.
Œuvres principales
- Le Dictionnaire des langues elfiques : quenya et telerin (1995).
- L’Encyclopédie des Elfes d'après l'œuvre de Tolkien (2008).

Édouard (Edward) J. Kloczko ou EJK (22 août 1963 à Lviv - ) est un traducteur et auteur français. Ses ouvrages les plus connus sont ses deux publications sur les langues construites de J. R. R. Tolkien, Le Dictionnaire des langues elfiques : quenya et telerin et Le Dictionnaire des langues des Hobbits, des Nains, des Orques et autres créatures de la Terre du Milieu, de Númenor et d'Aman.
Il est le fondateur de la Faculté des études elfiques (abrégée en Fée), association française loi de 1901 fondée en 1985 et arrêtée en 1993. 

## Ouvrages et articles
- Le Dictionnaire des langues elfiques : quenya et telerin (Encyclopédie de la Terre du Milieu, volume 1), Tamise, 1995.
- Tolkien en France (direction), Arda, 1998.
- « A New Reading of the Book of Mazarbul », Tyalië Tyelelliéva 13, décembre 1998.
- Le Dictionnaire des langues des Hobbits, des Nains, des Orques et autres créatures de la Terre du Milieu, de Númenor et d'Aman (Encyclopédie de la Terre du Milieu, volume 4), Arda, 2002.
- L’Encyclopédie des Elfes d'après l'œuvre de Tolkien, Le Pré aux Clercs, 2008.
- Le Monde magique de Tolkien, en collaboration avec Krystal Camprubi, Auzou, 2010.
- « Review : Parma Eldalamberon 18 », Mythprint, volume 48, no2, février 2011[2].
- « Review : Parma Eldalamberon 19 », Mythprint, volume 48, no2, février 2011[2].
- « Feature: Lothlórien: The Long Story of a Short Name », Mythprint, volume 48, no4, avril 2011[2].
- « The Mysterious “Book of Mazarbul” Reveals More. », Mythprint, volume 48, no6, juin 2011[2], reprise textuelle de l'article paru dans le Tyalië Tyelelliéva 13 (cf. ci-dessus).
- « The Status of the Khuzdul Tongue in Middle-earth. », Mythprint, volume 48, no11, novembre 2011[2].
- Le haut-elfique pour débutants contenant tout ce qui est nécessaire pour comprendre la langue quenya de J.R.R. Tolkien, éditions Jean-Louis Fetjaine, 06 septembre 2012  (ISBN 978-2354253684).

## Traductions
- Marvel Super Héros, Jeff Grubb, Schmidt Spiele.
- Le Comte de Saint-Germain, une histoire d'amour interdit, Chelsea Quinn Yarbro, Arda.
- Le Comte de Saint-Germain, vampire, Chelsea Quinn Yarbro, Pocket.
- Saint-Germain, l'Égyptien, Chelsea Quinn Yarbro, Fleuve noir.
- Necroscope 3 : La Source, Brian Lumley, Fleuve noir.